# 1. motorizirana bojna "Vukovi"
1. motorizirana bojna "Vukovi" je postrojba oružanih snaga Republike Hrvatske unutar Gardijske mehanizirane brigade. Sjedište bojne uz svoje tri satnije je u Gospiću, dok je jedna satnija izdvojena te se nalazi u Vinkovcima.
Bojna spada među najelitnije postrojbe hrvatske vojske.
Bojna je osnovana 2007. u sklopu preustroja oružanih snaga, a u njezin sastava je ušla 1. pješačka bojna te dijelovi Oklopne bojne i Izvidničke satnije ugašene 1. gardijske brigade, u koju je ranijim preustrojem već bila uklopljena 9. gbr, čija su sljednica. Dio Vukova je i dalje smješten u Gospić, u vojarni "9. gardijske brigade ”Vukovi", dok je dio Vukova izmješten u Vinkovce. Uz ime i oznaku zadržali su i geslo nekadašnje ratne brigade - Primus inter pares (Prvi među jednakima).